# بخش بهیوانی
بخش بهیوانی (به انگلیسی: Bhiwani district) یک منطقهٔ مسکونی در هند است که در Rohtak division واقع شده‌است. بخش بهیوانی ۳٬۴۳۲ کیلومتر مربع مساحت و ۱٬۶۳۴٬۴۴۵ نفر جمعیت دارد.